# Evripidis Bakirtzis
Evripidis Bakirtzis (Grieks: Ευριπίδης Μπακιρτζής) (Kozani, 16 januari 1895 - Fourni, 9 maart 1947) was een Grieks legerofficier en politicus.

## Levensloop
Bakirtzis werd tot tweemaal toe uit het leger geroyeerd wegens betrokkenheid bij mislukte pro-republikeinse staatsgrepen.
Tijdens de bezetting van Griekenland in de Tweede Wereldoorlog was hij medeoprichter van de verzetsgroep Nationale en Sociale Bevrijding en later werd hij lid van het Griekse Volksbevrijdingsleger.
Van 10 maart tot 18 april 1944 leidde hij het Politiek Comité van Nationale Bevrijding, een regering van gebieden die in handen waren van de Griekse verzetslieden.
- Virtual International Authority File: 1308158792838039040001